# Robert J. C. Young
Robert J. C. Young (nascido em 1950) é um teórico pós-colonial britânico, crítico cultural, historiador e Membro da Academia Britânica.

## Vida
Young foi educado na Repton School e no Exeter College, Oxford, onde fez seu mestrado e doutorado. Lecionou na Universidade de Southampton, e depois voltou para a Universidade de Oxford, onde foi professor de Inglês e Teoria Crítica e bolsista de Colégio Wadham. Em 2005, mudou para a Universidade de Nova York, onde é Professor Julius Silver de Inglês e Literatura Comparada. 
Como estudante de pós-graduação em Oxford, foi um dos editores fundadores da Oxford Literary Review, a primeira revista britânica dedicada à teoria literária e filosófica. Young é editor de Interventions: International Journal of Postcolonial Studies, que é publicado oito vezes por ano.  Seu trabalho foi traduzido para mais de vinte idiomas.  Em 2013 foi eleito Corresponding Fellow da British Academy,  em 2017 foi eleito para uma bolsa honorária vitalícia no Wadham College, Oxford.  Young é atualmente presidente do AILC/ICLA Research Committee on Literary Theory.

## Obra
O trabalho de Young foi descrito como sendo "pelo menos parcialmente instrumental para a radicalização do pós-colonialismo". 
Tendo desconstruído o "marxismo branco" através das lentes da teoria pós-colonial em White Mythologies, em Postcolonialism: An Historical Introduction (2001),  Young mapeou a genealogia da teoria pós-colonial como o principal componente ideológico das lutas anticoloniais do século XX. O livro fornece a primeira genealogia do pensamento e prática anticolonial que formam as raízes do pós-colonialismo,  traçando a relação da história dos movimentos de libertação nacional com o desenvolvimento da teoria pós -colonial. 
Em The Idea of English Ethnicity (2008)  Young voltou à questão da raça para abordar uma aparente contradição – a ideia de uma etnicidade inglesa. Por que a etnia não parece ser uma categoria aplicável aos ingleses? Para responder a essa pergunta, Young reconsidera a forma como a identidade inglesa foi classificada em termos históricos e raciais no século XIX. Ele argumenta que o que mais afetou isso foi a relação da Inglaterra com a Irlanda após o Ato de União de 1800-1801. As tentativas iniciais de excluir os irlandeses foram seguidas por uma ideia mais abrangente de inglesidade, que removeu as especificidades de raça e até mesmo de lugar. A inglesidade, Young sugere, nunca foi realmente sobre a Inglaterra,  mas foi desenvolvida como uma identidade mais ampla, destinada a incluir não apenas os irlandeses (e, assim, impedir o nacionalismo irlandês), mas também a diáspora inglesa ao redor do mundo – norte-americanos, sul-africanos, australianos e neozelandeses e até, para alguns escritores, indianos e caribenhos. No final do século XIX, isso foi apropriado como uma ideologia do império. Por outro lado, argumenta Young, seu amplo princípio de inclusão também ajuda a explicar por que a Grã-Bretanha conseguiu se transformar em uma das nações multiétnicas mais integradas ou hibridizadas. 
Em 2015, juntamente com Jean Khalfa, Young publicou Écrits sur l'aliénation et la liberté, uma coleção de 680 páginas de escritos de Frantz Fanon, que inclui duas peças inéditas, ensaios psiquiátricos e políticos, cartas, editoriais dos semanários dos hospitais de Saint Alban (Trait d'union) e Blida (Notre Journal), bem como uma lista completa da biblioteca de Fanon e suas anotações em seus livros. 